# Makrocyklisk forbindelse
En makrocyklisk forbindelse (fra græsk makros, "lang" og kyklos, "ring") er et kovalent ring-lukket organisk molekyle. Ikke alle ring-lukkede molekyler kan betegnes som makrocykler, idet der stilles særlige krav til ringens størrelse og art. En afgrænsende definition er givet af Edwin C. Constable, som definerer en makrocyklisk forbindelse som et cyklisk molekyle med kun én ring bestående af mindst ni atomer, hvoraf mindst tre af dem er potentielle donoratomer. Denne definition udelukker metallocykler, heterocykliske forbindelser, cyclohexan-derivater og monosakkarider (som glukose) fra betegnelsen. Cykliske molekyler som indeholder to fusionerede makrocykler benævnes kryptander eller makrobicykler. Arbejdet med makrocykler kategoriseres ofte som hørende under den supramolekylære kemi.
Et prominent eksempel på en makrocyklisk forbindelse i naturen er hæm i hæmoglobin.
Den første kunstigt fremstillede makrocykliske forbindelse blev syntetiseret ved et tilfælde i 1961 af den newzealandske kemiker Neil F. Curtis.
De tre kemikere Donald D. Cram, Jean-Marie Lehn og Charles J. Pedersen delte i 1987 nobelprisen i kemi for hhv. formuleringen af det supramolekylære koncept om værts-gæst interaktioner, opdagelsen af den første kryptand og opdagelsen af kroneetherne.

## Egenskaber

### Den makrocykliske effekt
Tekst mangler, hjælp os med at skrive teksten

## Fremstilling
I fremstillingen af makrocykler, er den største syntesemæssige udfordring at finde frem til de betingelser som favoriserer et diskret cyklisk produkt over et lineært polymerisk produkt.

Ring-dannelse kræver, at de reagerende funktionaliteter reagerer på en ordnet og kontrolleret måde. Generelt kan dette sikres ved enten at udføre syntesen under meget fortyndede forhold med langsom omrøring og lange reaktionstider - og dermed drage nytte af Ziegler-Ruggi fortyndingsprincippet, eller ved at udføre syntesen under tilstedeværelsen af en metal-ion. Den sidste strategi benævnes templating.

### Non-templatesyntese
Non-template synteser benyttes typisk til at fremstille kroneethere, aza makrocykler og porfyriner. Høj-fortyndings betingelser er ikke nødvendige når kroneethere og azamakrocykler dannes igennem tosyleringer. Dette skyldes, at den fyldige tosylat gruppe skaber en sterisk barriere - så der ikke er plads til nye indtrængende reagenser. Curtis makrocyklen kan også fremstilles uden benyttelse af høj-fortyndings betingelser, idet sekundære hydrogenbindings interaktioner præ-samler ringen.

### Templatesyntese
Metal-ionen vil koordinere til begge reaktanter og dermed arrangere de reagerende funktionelle grupper rumligt tæt på hinanden. Dette øger den statistiske sandsynlighed for at danne et ring-lukket produkt. Denne effekt er kendt som den kinetiske template effekt.
I de få kinetiske studier af effekten der er foretaget sås ingen rate forøgelse ved templating - snarere tværtimod. Det leder til konklusionen, at fænomenet er baseret mere på en organisatorisk effekt end på en rate-accelererende effekt.
Ofte vil metal-ionen forblive koordineret til det dannede produkt. Da det dannede makrocykliske metalkompleks typisk er mere stabilt end det konkurrerende lineærte organiske produkt, haves i sådanne tilfælde en yderligere termodynamisk template effekt.

## Biologisk forekommende makrocykler

### Hæm
Tekst mangler, hjælp os med at skrive teksten

### Klorofyl
Tekst mangler, hjælp os med at skrive teksten

### Vitamin B12
Tekst mangler, hjælp os med at skrive teksten

## Anvendelser

### Lægemidler
Tekst mangler, hjælp os med at skrive teksten

### MR-kontrastmidler
Tekst mangler, hjælp os med at skrive teksten

### Tilsætningsstoffer
Tekst mangler, hjælp os med at skrive teksten

### Chelationterapi
Tekst mangler, hjælp os med at skrive teksten

### Farvestoffer
Tekst mangler, hjælp os med at skrive teksten